# Telefon (film 1944)
Telefon (ros. Телефон, Tielefon) – radziecki czarno-biały krótkometrażowy film animowany z 1944 roku w reżyserii Michaiła Cechanowskiego powstały na motywach bajki Kornieja Czukowskiego o tym samym tytule.

## Animatorzy
- Giennadij Filippow, Lidija Riezcowa, Boris Diożkin, Faina Jepifanowa, Roman Dawydow, Jelizawieta Kozancewa